# Gave d'Aydius
Le gave d'Aydius est un cours d'eau des Pyrénées-Atlantiques.
Il prend sa source sur le territoire d'Aydius et se jette dans le gave d'Aspe à Osse-en-Aspe.

## Communes traversées
- Aydius
- Bedous
- Osse-en-Aspe